# 86 км (зупинний пункт, Придніпровська залізниця, Кривий Ріг)
Платфо́рма 86 км — залізнична зупинна платформа Криворізької дирекції Придніпровської залізниці на лінії Верхівцеве — Кривий Ріг-Головний.
Розташована в місті Кривий Ріг Дніпропетровської області між станціями Пічугіно (5 км) та Кривий Ріг-Сортувальний (2 км).
На платформі зупиняються електропоїзди сполучення Дніпро — Кривий Ріг.